# Van, Texas
Van là một thành phố thuộc quận Van Zandt, tiểu bang Texas, Hoa Kỳ. Năm 2010, dân số của xã này là 2632 người.

## Dân số
- Dân số năm 2000: 2362 người.
- Dân số năm 2010: 2632 người.